# Cultura Tashtyk

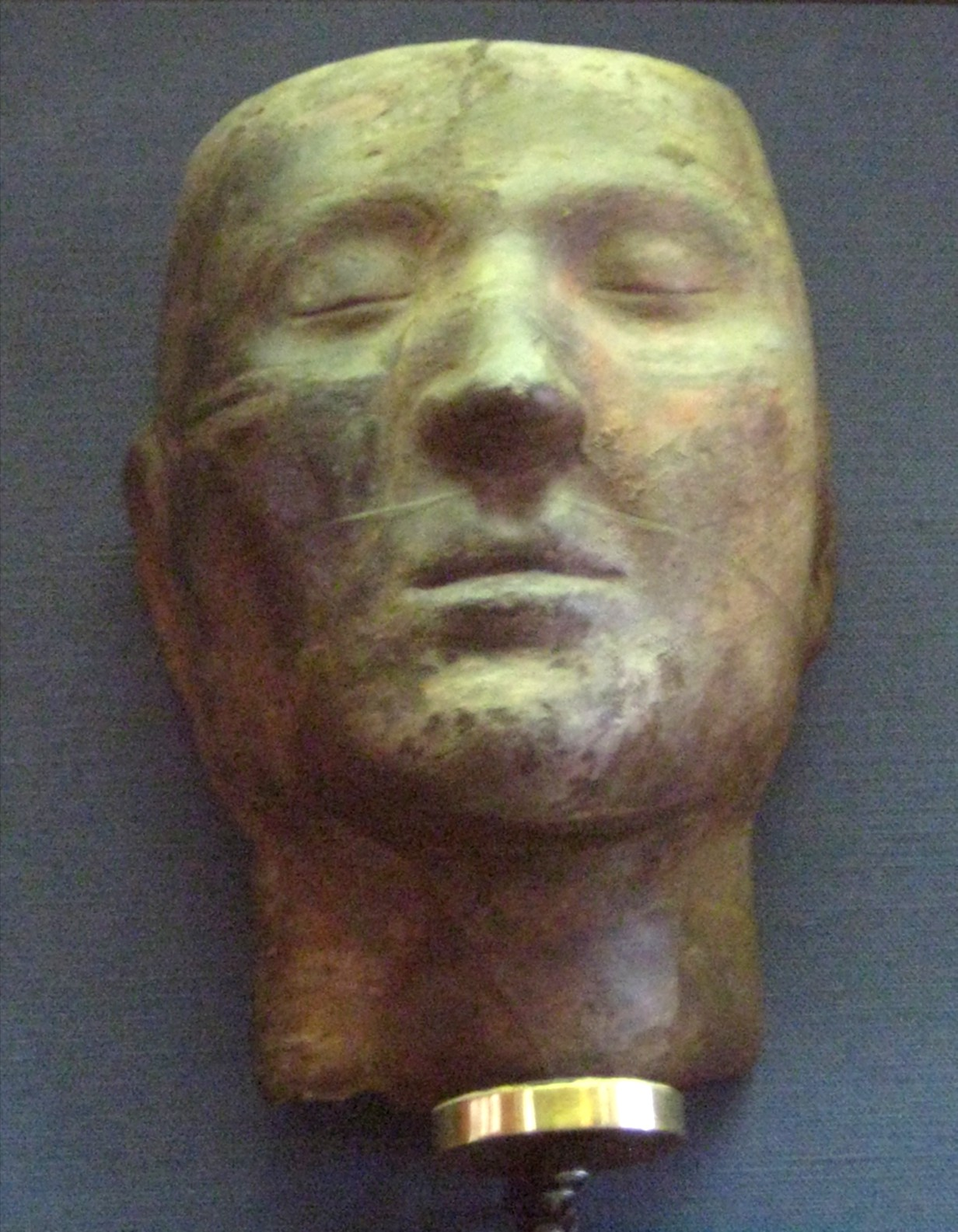
Uma máscara funerária de Tashtyk no Museu Histórico do Estado de Moscou. Veja uma fotografia colorida no site do Hermitage.

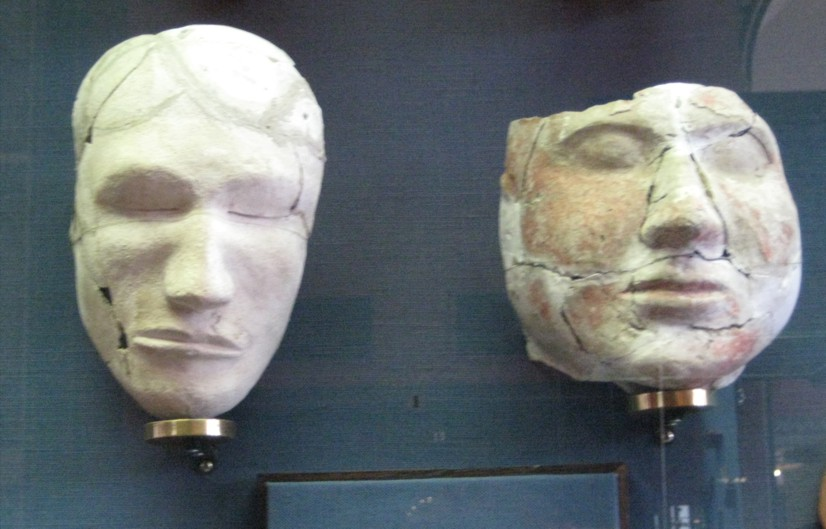
Mais máscaras em Moscou

A Cultura Tashtyk foi uma cultura que floresceu no vale Yenisei, na Sibéria, do primeiro ao quarto século d.C. Localizado na Depressão Minusinsk, arredores da moderna Krasnoyarsk, parte oriental do Oblast de Kemerovo, foi precedido pela cultura Tagar.
A Cultura Tashtyk foi pesquisada pela primeira vez pelo arqueólogo russo Sergei Teploukhov. Teploukhov sugeriu que havia sido inicialmente dominado por Indo-Europeu, apenas para ser superado pelo Yenisei Kirghiz por volta do século III d.C. Os Yenisei Kirghiz são frequentemente associados à cultura Tashtyk.
Assentamentos e fortalezas Tashtyk foram descobertos em toda a região de Yenisei, particularmente na área do cânion Sayan. Seus monumentos mais imponentes eram imensas estruturas de criptas túmulos; estes produziram grandes quantidades de vasos e ornamentos de barro e metal. Além disso, várias esculturas petrográficas foram encontradas. Algumas das sepulturas continham modelos de couro de corpos humanos com as cabeças envoltas em tecido e pintadas com cores vivas. Dentro dos modelos, havia pequenas bolsas de couro que provavelmente simbolizavam o estômago e contendo ossos humanos queimados. Réplicas em escala reduzida de espadas, flechas e aljavas foram colocadas nas proximidades. Os motivos animais do Tashtyk pertenciam ao estilo Scytho- Altaico, embora também estivessem sob significativa influência chinesa.
Durante suas escavações no cemitério Oglahty ao sul de Minusinsk, Leonid Kyzlasov descobriu várias múmias com máscaras funerárias de gesso ricamente decoradas mostrando características da Eurásia Ocidental, embora isso não exclua alguma mistura do Leste Asiático, conforme revelado pelo DNA antigo. Também havia chapéus de pele, roupas de seda e calçados intactos (agora no Museu Hermitage, em São Petersburgo).
Em 2009, um estudo genético de antigas culturas siberianas, a cultura Andronovo, a cultura Karasuk, a cultura Tagar e a cultura Tashtyk, foi publicado na Human Genetics. Seis restos de Tashtyk de 100 - 400 d.C. da região de Bogratsky, Abakano-Pérévoz I, Khakassia foram pesquisados. Extrações de mtDNA de três indivíduos foram determinadas como pertencentes ao Eurasia Ocidental HV, H e T1, enquanto os outros carregavam o haplogrupo C do norte da Ásia e o N9a do leste da Ásia. Extrações de Y-DNA dos restos mortais de um indivíduo foram determinadas como sendo do haplogrupo do cromossomo Y R1a1 da Eurásia Ocidental, que se acredita marcar a migração para o leste dos primeiros indo-europeus. Todos os indivíduos pesquisados foram considerados caucasóides e, exceto um indivíduo, olhos e cabelos claros.